# Aristea ranomafana
Aristea ranomafana är en irisväxtart som beskrevs av Peter Goldblatt. Aristea ranomafana ingår i släktet Aristea och familjen irisväxter.
Artens utbredningsområde är Madagaskar. Inga underarter finns listade i Catalogue of Life.